# American Biology Teacher
The American Biology Teacher is een Amerikaans wetenschappelijk tijdschrift op het gebied van de biologie en het onderwijs in de biologie.
De naam wordt in literatuurverwijzingen meestal afgekort tot Am. Biol. Teach.
Het wordt uitgegeven door University of California Press namens de National Association of Biology Teachers. Het verschijnt 9 keer per jaar.